# Ballet de Stuttgart

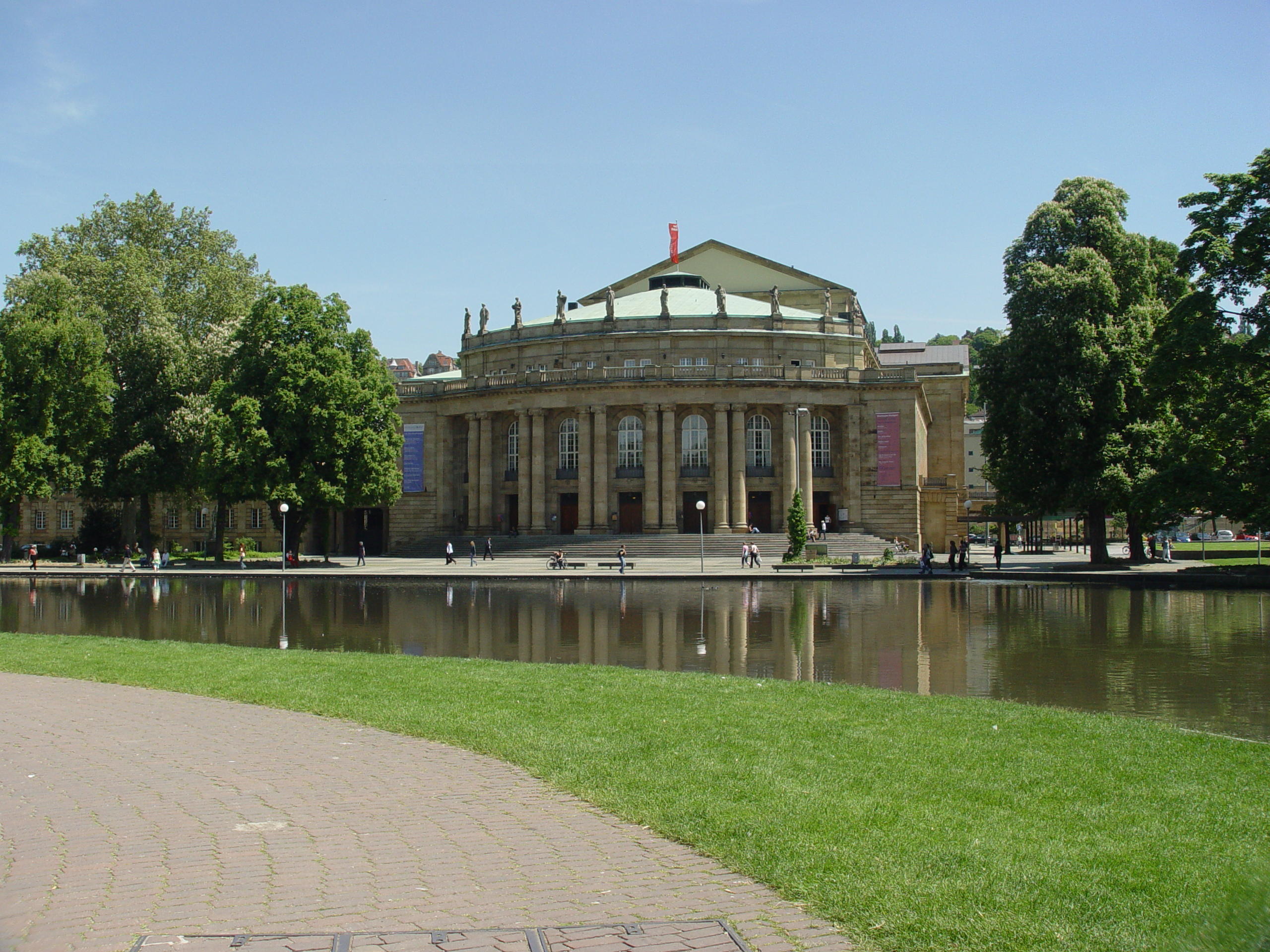
Façade du Ballet de Stuttgart

Le Ballet de Stuttgart (en allemand Stuttgarter Ballett) est une compagnie allemande installée au Staatstheater de Stuttgart.

## Historique
Les origines de cette compagnie remontent à Jean-Georges Noverre, qui fut maître de ballet à la cour de Charles II, duc de Wurtemberg, de 1760 à 1767. De 1824 à 1828, Filippo Taglioni s'y trouve au même emploi, en compagnie de sa fille Marie.
Mais c'est en 1961 que commence réellement l'aventure de ce ballet, par la nomination de John Cranko à la tête d'une troupe permanente. Parmi les danseurs célèbres qui sont passés par le Ballet de Stuttgart, citons Marcia Haydée, John Neumeier et Jiří Kylián.
Le répertoire se compose principalement des grands ballets classiques, mais aussi de commandes à des chorégraphes invités.
Depuis 1996, le directeur artistique est le Canadien Reid Anderson.

## Directeurs artistiques
- 1758-1760 : François Sauveterre
- 1760-1767 : Jean-Georges Noverre
- 1767-1772 : Louis Dauvigny
- 1772-1777 : Andreas Balderoni
- 1778-1780 : Vincent Saunier
- 1780-1789 : Jean-Gabriel Regnaud
- 1789-1794 : Jeremias Conrad Kauz
- 1794-1824 : ?
- 1824-1828 : Filippo Taglioni
- 1828-1927 : ?
- 1927-1939 : Lina Gerzer
- 1939-1957 : ?
- 1957-1961 : Nicolas Beriozoff
- 1961-1973 : John Cranko
- 1974-1976 : Glen Tetley
- 1976-1996 : Marcia Haydée
- depuis 1996 : Reid Anderson